# Suttekluden
|  | Denne artikel er oprettet af botten PalnaBot ud fra en ekstern database. Den kan derfor have sproglige fejl eller mangler. Denne skabelon kan fjernes efter kontrol af indholdet. |

Suttekluden er en film instrueret af Erik Sten.

## Handling
En børneteaterforestilling for alderen 3-80 år spillet på Det Lille Teater i Lavendelstræde i foråret 1984. Stykket er nærmest et kammerspil for to omkring en ensom mand og hans barndoms legerottedukke, der pludselig dukker op igen. Man må have barndommens erindringer med sig, og stå ved det man har i sig.